# Tre ordnars band

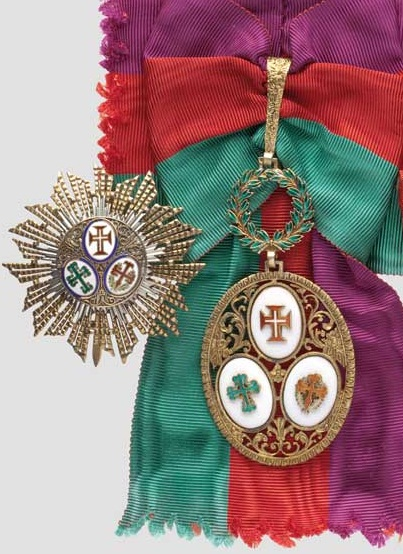
Ordenstecken.

Tre ordnars band (portugisiska: Banda das Três Ordens) är en portugisisk utmärkelse som normalt enbart bärs av Portugals president som ämbetets symbol i egenskap av att presidenten (fram till 1910 Portugals monark) i kraft av sitt ämbete är stormästare till alla portugisiska statsordnar.
Ett fåtal utländska statschefer har tilldelats Tre ordnars band.

## Ordensbandet
Ordensbandet är en kombination av tre höga portugisiska ordnar (Avizorden, Kristusorden och Jakobs Svärdsorden). Den infördes 1789 och avskaffades 1910.
Tre ordnars band återinfördes 1918 efter dekret av Portugals president Sidónio Pais.

## Brasiliansk version
Det fanns också en brasiliansk version av orden eftersom Brasilien blev ett självständigt kejsardöme efter att Portugals kungafamilj flytt dit på grund av Napoleons anfall. Den brasilianska Tre ordnars band avskaffades samtidigt med monarkin i Brasilien.

## Bildgalleri
Tre ordnars band förekommer nästan alltid i officiella av portugisiska monarker mellan 1789 och 1910. 

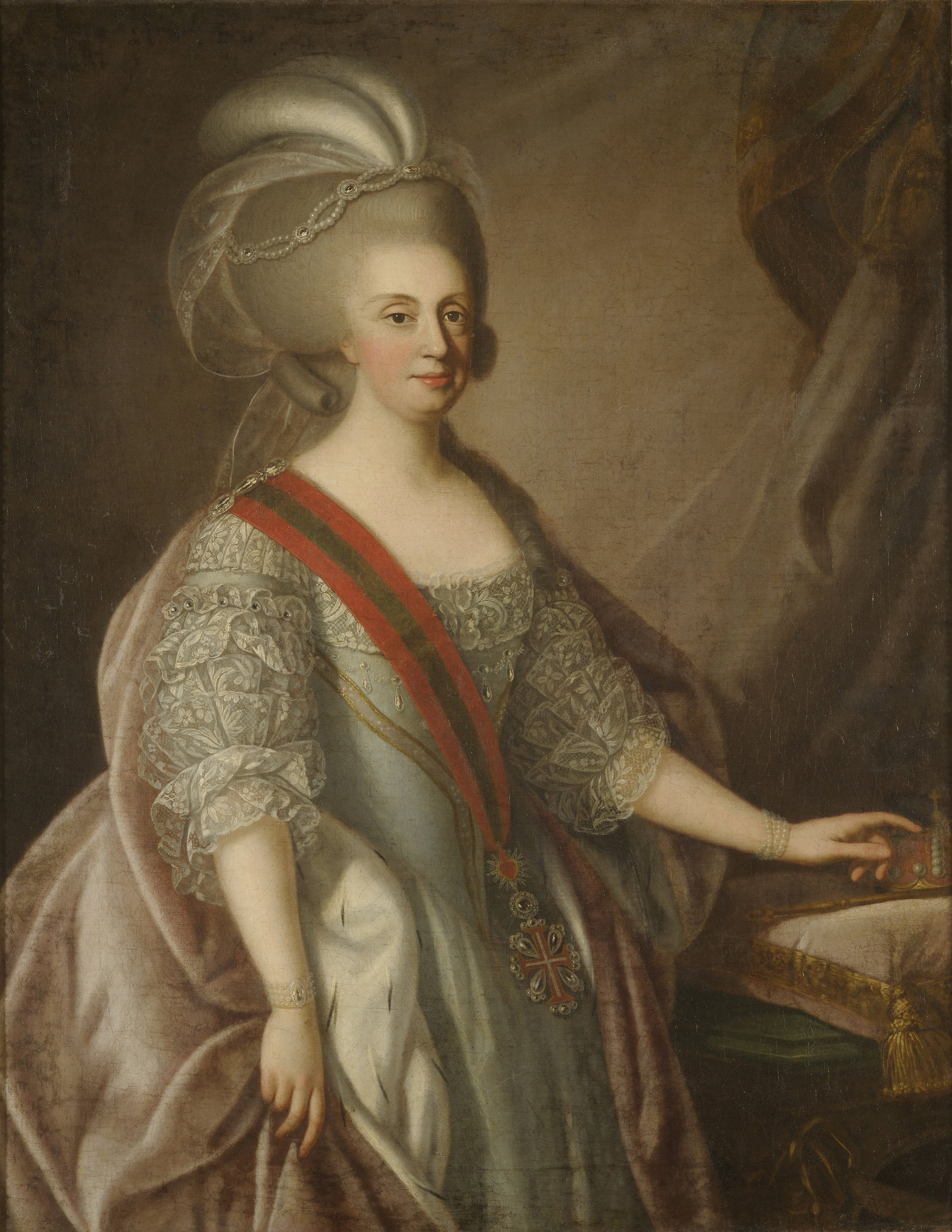
Maria I, regerande drottning 1777-1792
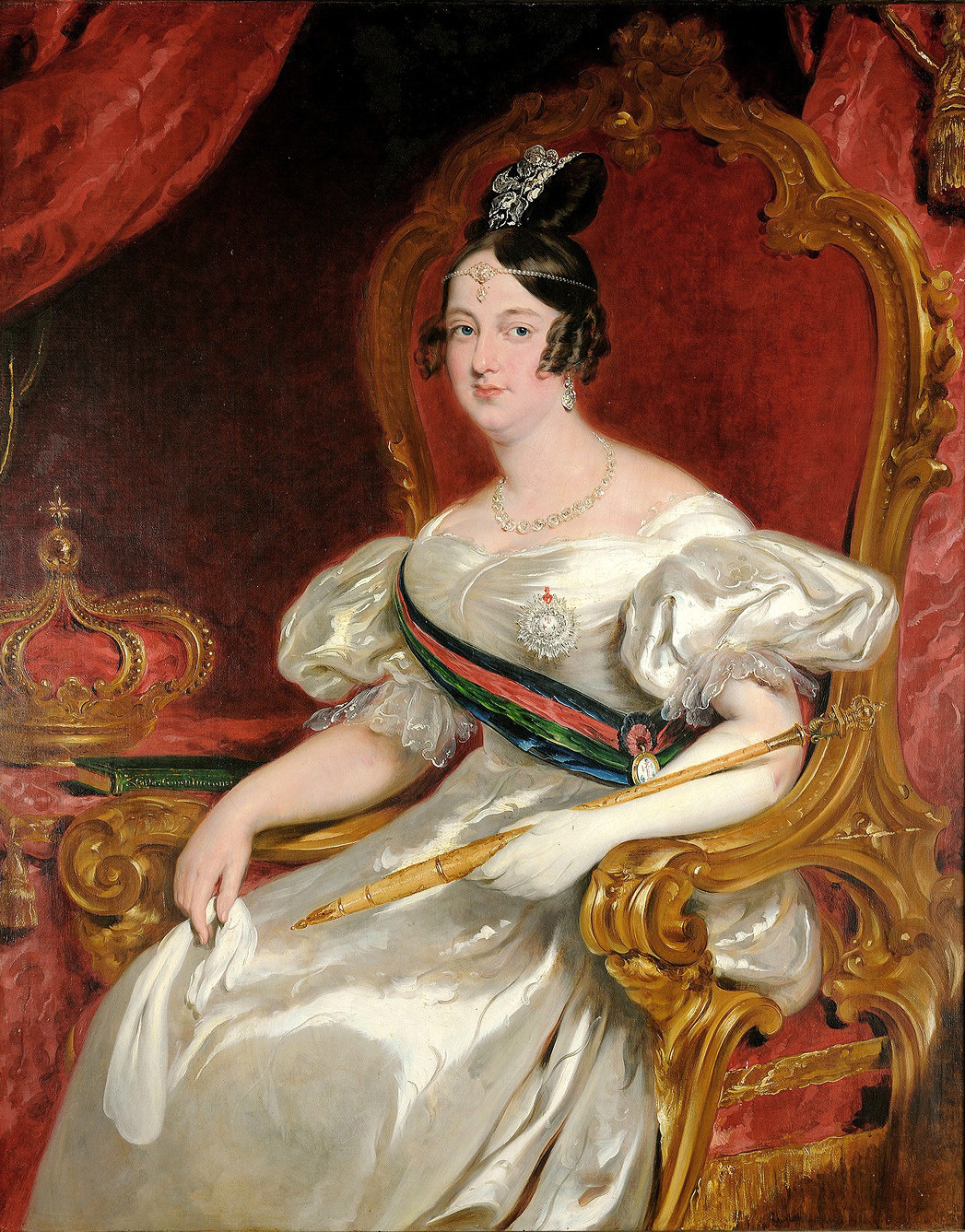
Maria II, regerande drottning 1826–1828 och 1834–1853
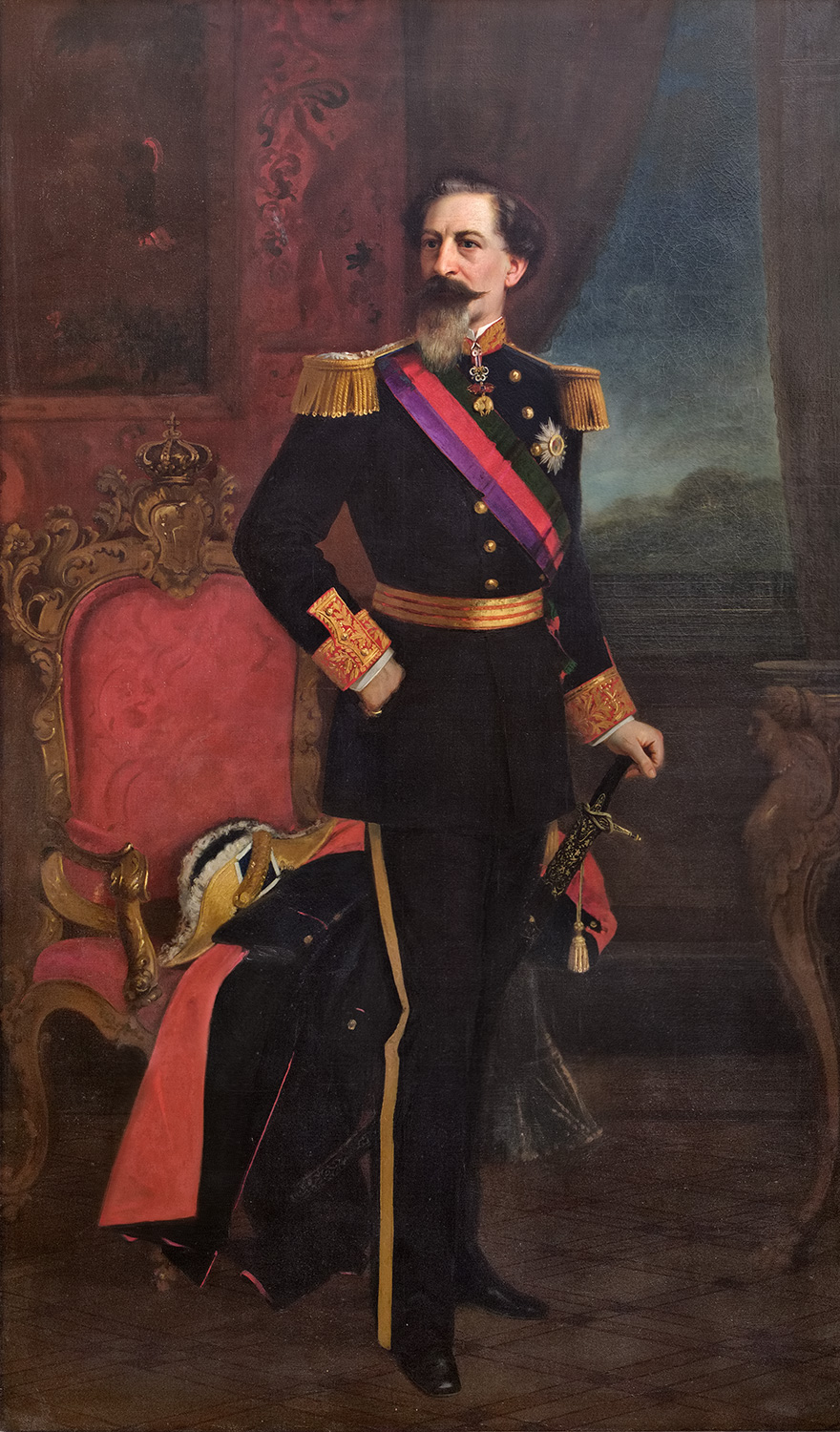
Ferdinand II, titulärkung (gemål till Maria II)
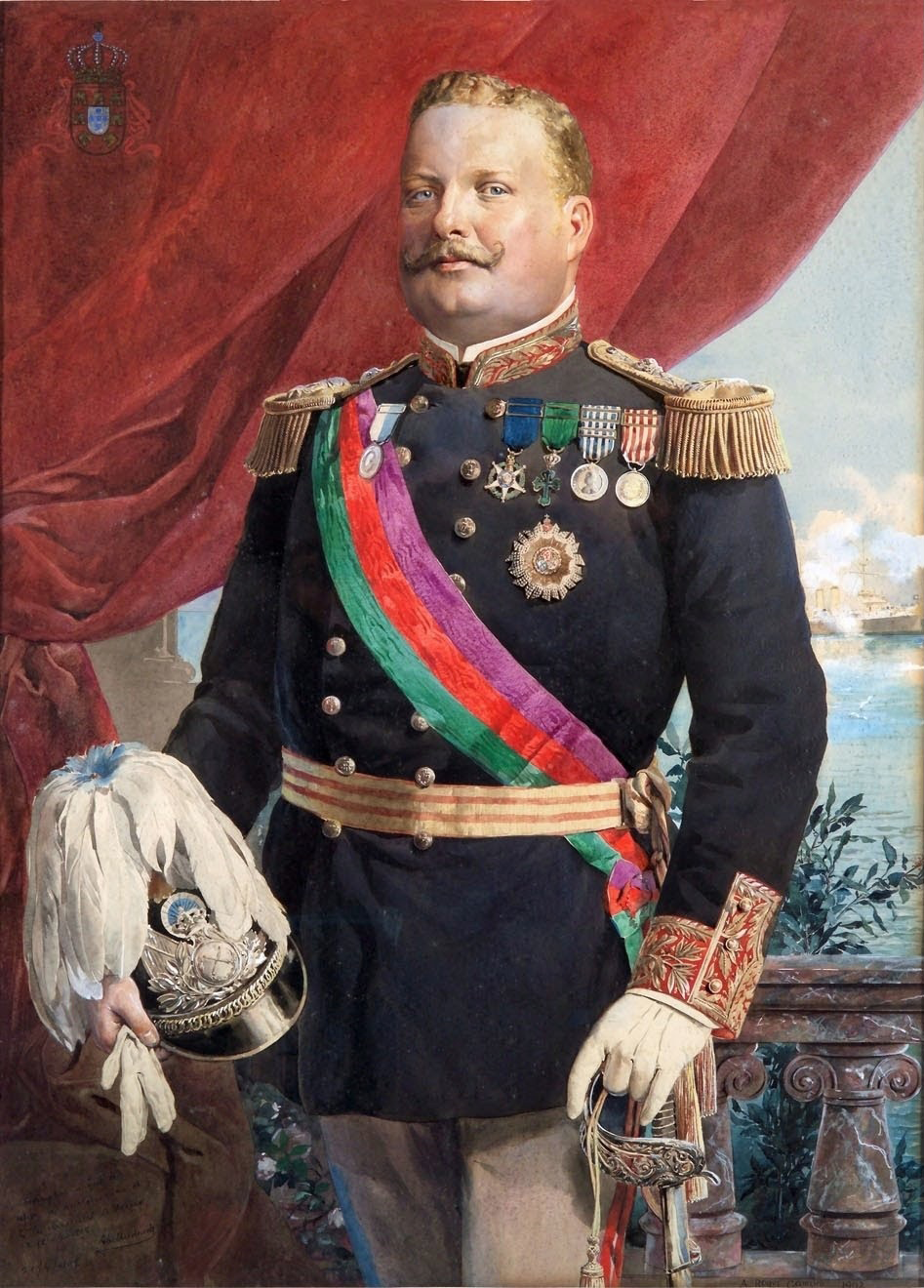
Karl I, kung 1889-1908